# Guvernoratul Medenine
Guvernoratul Medenine este una dintre cele 24 unități administrativ-teritoriale de gradul I ale Tunisiei.